# Getha
Getha of Geta is een cognomen dat populair is in de gens Hosidia dat betekent: "van de uiteinden der aarde".
Bekende dragers van dit cognomen zijn:
- Hosidius Geta (schrijver)
- Gnaius Hosidius Geta (consul suffectus)
- Geta (keizer) (Romeins keizer)